# Кронау
Кронау (њем. Kronau) општина је у њемачкој савезној држави Баден-Виртемберг. Једно је од 32 општинска средишта округа Карлсруе. Према процјени из 2010. у општини је живјело 5.576 становника. Посједује регионалну шифру (AGS) 8215039.

## Географски и демографски подаци
Кронау се налази у савезној држави Баден-Виртемберг у округу Карлсруе. Општина се налази на надморској висини од 110 метара. Површина општине износи 10,9 km². У самом мјесту је, према процјени из 2010. године, живјело 5.576 становника. Просјечна густина становништва износи 511 становника/km².